# Topsfield
Topsfield est une ville des États-Unis, dans le Massachusetts, Comté d'Essex, fondée en 1635. 
La ville s'étend sur 33,3 km², comprenant 0,3 km² d'eau (0,78 % de la surface totale).
Au dernier recensement de 2000, la ville comptait 6 141 personnes, 2 099 foyers et 1 712 familles. La densité de population s'élevait à 186,1 personnes/km². 
Topsfield héberge la foire agricole la plus ancienne des États-Unis, la Topsfield Fair, créée en 1818. 